# الصم في نيكاراغوا
يبلغ إجمالي عدد سكان نيكاراغوا 6,000,000 نسمة، ولكن من الصعب الحصول على إحصاء موثوق لعدد الصم في البلاد. في عام 2009، تم تمرير قانون أعلن فيه أن لغة الإشارة النيكاراغوية (NSL) هي اللغة الرسمية للأشخاص الصم في نيكاراغوا. NSL هي لغة إشارة حديثة نسبيًا ظهرت قبل أقل من خمسين عامًا عندما بدأ الأطفال الصم بالالتحاق بالمدرسة. وبسبب غياب فحوصات السمع المبكرة في مرحلة الطفولة، غالبًا ما لا يُكتشف فقدان السمع ويُترك دون علاج. كثير من الأطفال الصم وضعاف السمع يواجهون حرمانًا لغويًا بسبب نقص التحفيز اللغوي حتى دخولهم المدرسة. توجد العديد من المدارس في مدن مختلفة بنيكاراغوا؛ ومع ذلك، فإن غالبية الأطفال الصم في البلاد لا يرتادون المدارس. كما يواجه الأشخاص الصم وضعاف السمع صعوبات في إيجاد فرص عمل. لا تُعد لغة الإشارة النيكاراغوية لغة مهددة بالانقراض، ولكن عدد مستخدميها يقل عن 10,000 شخص.

## نشأة اللغة
حتى أواخر السبعينيات، لم تكن هناك جماعة صم رسمية في نيكاراغوا. ونتيجة لغياب مجتمع صم رسمي، نادرًا ما كان الأطفال والبالغون الصم يتواصلون أو يتفاعلون مع بعضهم البعض. لذلك، ابتكر كل فرد أصم إشارات منزلية خاصة به، تختلف من شخص لآخر. في عام 1977، افتتحت مدرسة ابتدائية للتعليم الخاص في ماناغوا، ولاحقًا في عام 1981، افتتحت مدرسة مهنية أيضًا في ماناغوا. كانت هذه المدارس تضم حوالي 50 طالبًا أصمًا في البداية، لكن بحلول عام 1981 ارتفع العدد إلى أكثر من 200 طالب، واستمر العدد في الزيادة خلال السنوات التالية. بدأ الطلاب الصم يقضون أوقاتهم معًا خارج المدرسة، ومن أجل التواصل، أنشأوا نظامًا من الإيماءات تطور لاحقًا إلى شكل من أشكال لغة الإشارة، التي تُعرف اليوم بلغة الإشارة النيكاراغوية. ومع الاستخدام المستمر، تم نقل هذه اللغة إلى الأجيال الجديدة من الطلاب. تُصنَّف لغة الإشارة النيكاراغوية على أنها لغة مجتمع صم، لأنها نشأت بين طلاب صم لم يكن لديهم تواصل مع آخرين صم قبل افتتاح المدارس. تعتبر NSL أول حالة يتمكن فيها العلماء من دراسة لغة منذ نشأتها، مما يجعلها ذات أهمية علمية كبيرة نظراً للمعرفة التي يمكن اكتسابها منها.

## منظمات بارزة

### الجمعية الوطنية للصم (Asociación Nacional de Sordos de Nicaragua)
الجمعية الوطنية للصم هي الجمعية الوطنية التي يقودها الصم في نيكاراغوا، وقد تأسست عام 1986. الجمعية عضو وطني في الاتحاد العالمي للصم، وجميع أعضاء مجلس إدارتها من الصم. يقع مقر الجمعية الرئيسي في ماناغوا، وهي تقدم دعمًا أكاديميًا، وتدريبًا مهنيًا، ودروسًا في لغة الإشارة النيكاراغوية، إضافة إلى تدريب مترجمي NSL.

### شبكة المناصرة لتعليم الصم النيكاراغويين (ANNDE)
تتمثل مهمة المنظمة في توفير التعليم للأطفال الصم وضعاف السمع، ودعم العائلات التي تتعلم لغة الإشارة النيكاراغوية، وتثقيف الآخرين حول احتياجات الأطفال الصم وضعاف السمع في نيكاراغوا، و"تمكين المناصرين والمتخصصين لدعمهم." من إنجازاتهم افتتاح مدرسة للأطفال الصم في نيكاراغوا تُستخدم فيها كل من لغة الإشارة النيكاراغوية والإسبانية المكتوبة. من غير المعروف ما إذا كان أي من أعضاء مجلس إدارتهم أصم أو ضعيف السمع. وتعتمد المنظمة على الرعاة في تمويلها، ويتم نشر الوعي بها من خلال وسائل التواصل الاجتماعي.

### برنامج ماي فلاور الطبي التطوعي
ماي فلاور ميديكال أوتريتش منظمة مقرها مدينة أوكلاهوما، ومهمتها "تحسين حياة النيكاراغويين ضعاف السمع" وتعزيز طب الأنف والأذن والحنجرة، ومجال علم السمع، وتعليم للصم. يتضمن برنامج السمع لديهم تقديم اختبارات تشخيصية لفقدان السمع، وتركيب السماعات السمعية وتوفير البطاريات لها. أما برنامج طب الأنف والأذن والحنجرة فيشمل إرسال أطباء وممرضين إلى نيكاراغوا لإجراء عمليات زراعة القوقعة للأطفال. وفي مجال تعليم الصم، افتتحت المنظمة مدرسة في منطقة ريفية من نيكاراغوا، ويتم التدريس فيها بلغة الإشارة النيكاراغوية. لديهم أيضاً برنامج آخر يُسمى البرنامج الدولي الإنساني لشراء السماعات السمعية، حيث يقدمون السماعات للمنظمات الإنسانية وغير الربحية، مع حظر بيعها لأغراض ربحية. من غير المعروف ما إذا كان أي من مديري العمليات لديهم أصم أو ضعيف السمع. ويتم تمويل المدرسة بوسائل مختلفة، بما في ذلك الرعاة والأموال القادمة من مخبز تملكه المنظمة في نيكاراغوا.

### جمعية توأمة جزيرتي باينبريدج-أوميتيبي
بدأت هذه الجمعية عام 2009، ومقرها جزيرة باينبريدج في ولاية واشنطن. لدى المنظمة برامج للأطفال الصم والمكفوفين وذوي الاحتياجات الخاصة. وتساعد الجمعية الطلاب الصم على الالتحاق بمدرسة Escuela Hogar para Niños Discapacitado (المدرسة الداخلية للأطفال ذوي الإعاقة) في مدينة داريو بنيكاراغوا عبر رعايتهم. ومن غير المعروف ما إذا كان أي من الضباط أو المديرين أو أعضاء مجلس الإدارة من الصم أو ضعاف السمع.

### مركز تيو أنطونيو الاجتماعي
تأسس مركز تيو أنطونيو الاجتماعي عام 2007 على يد أنطونيو برييتو بونييل، وهو مسجل قانونيًا في إسبانيا كمنظمة غير حكومية. تتمثل مهمته في خلق فرص عمل للأشخاص ذوي الإعاقة. أسس المركز مقهى في نيكاراغوا يُدعى "مقهى الابتسامات"، ويديره بالكامل أشخاص صم. كما يقدم المركز دروسًا مجانية في لغة الإشارة يتم تدريسها بواسطة معلمين متخصصين.

## الكشف المبكر عن فقدان السمع والتدخل المبكر
لا يوجد في نيكاراغوا برنامج وطني للفحص المبكر لتحديد الأطفال المصابين بفقدان السمع. كما لا توجد برامج أو خدمات وطنية للتدخل المبكر للأطفال الصم. ونتيجة لذلك، غالبًا لا يتم اكتشاف الصمم الحسي العصبي العميق، وبالتالي لا يتم علاجه.

## الحرمان اللغوي
أظهر إحصاء أجري في نيكاراغوا عام 2009 أن 10.1% من ذوي الإعاقة كانوا من الصم وضعاف السمع، أي حوالي 12,783 شخصًا. من النادر أن يكون لدى البالغين الصم أطفال صم، لذا فإن قلة قليلة من الأطفال الصم لديهم أقارب صم. ولهذا السبب، فإن معظم الأطفال الصم لا يتعلمون لغة الإشارة النيكاراغوية إلا عند دخولهم المدرسة. ومع ذلك، فإن معظم الأطفال الصم في نيكاراغوا لا يحصلون على تعليم خاص. وقد أظهرت الأبحاث أن تعلم اللغة يكون أفضل بين سن 0 إلى 5 سنوات بسبب ارتفاع لدونة الدماغ خلال هذه الفترة. وبما أن الأطفال الصم وضعاف السمع في نيكاراغوا لا يتعلمون لغة الإشارة حتى دخول المدرسة، أي بعد هذه الفترة الحرجة، فإنهم يعانون من الحرمان اللغوي بسبب التأخر في التعرض للغة.
في نيكاراغوا، يستخدم العديد من الأشخاص السامعين الإيماءات دون التحدث. الثقافة السمعية هناك تتضمن العديد من الإيماءات الراسخة ذات المعاني الثابتة. ولا يُطلب عادةً من السامعين الامتناع عن استخدام الإيماءات مع الأشخاص الصم وضعاف السمع. كما أن استخدام "لغة الإشارة المنزلية" لا يزال موجودًا في نيكاراغوا، حيث يستخدم الأطفال الصم الذين ينشؤون في بيئات سمعية بعض الإيماءات نفسها التي يستخدمها آباؤهم.
أجرى غاري مورغان وجودي كيغل دراسة ركزت على تطوير "نظرية العقل" باختبار قدرات الأطفال والشباب على فهم المعتقدات الخاطئة وفقًا لسن تعرضهم للغة. شملت الدراسة 22 مشاركًا جميعهم من مستخدمي لغة الإشارة النيكاراغوية، وتتراوح أعمارهم بين 7 و39 عامًا. قُسم المشاركون إلى مجموعتين: متعلمون مبكرون تعرضوا للغة الإشارة قبل سن العاشرة، ومتعلمون متأخرون تعرضوا لها بعد سن العاشرة. وقد تفوق المتعلمون المبكرون على المتعلمين المتأخرين في اختبارين للمعتقدات الخاطئة، حيث نجح بعض المتعلمين المتأخرين فقط في اجتياز الاختبارين. وخلص مورغان وكيغل إلى أن تطوير نظرية العقل دون مدخل لغوي كافٍ يجعل من الصعب فهم طبيعة المعتقدات الخاطئة. وأظهرت نتائج المتعلمين المتأخرين للغة الإشارة النيكاراغوية أنه نظرًا لقضائهم سنوات عديدة بدون تعلم لغة، فقد واجهوا صعوبة أكبر في فهم الحالة الذهنية للآخرين.

## التعليم الابتدائي والثانوي
اعترفت الحكومة بلغة الإشارة النيكاراغوية (NSL) كلغة رسمية للأطفال الصم في نيكاراغوا. يشهد البلد تزايدًا في استخدام "التعليم الدامج"، الذي يهدف إلى تعليم الأطفال الصم جنبًا إلى جنب مع الأطفال السامعين مع توفير الدعم اللازم مثل المترجمين والمعلمين المتقنين للغة الإشارة. ومع ذلك، فإن نقص التمويل والخبرة التعليمية، إضافة إلى الوعي المحدود بكيفية تعليم الأطفال الصم، يعيق التطبيق الكامل لهذه السياسة. في هذه الصفوف الدامجة، غالبًا لا يتمتع الأطفال الصم بإمكانية تواصل مناسبة، مما يؤخر تعلمهم.
يوجد 25 مدرسة حكومية للتعليم الخاص موزعة في بلديات مختلفة. عادةً ما تدوم أيام الدراسة في هذه المدارس حوالي 3.5 ساعات. مؤخرًا، توفر المزيد من فرص العمل المدفوعة للمعلمين الصم الذين يستخدمون الإشارة، ولكن لا يزال معظم المعلمين سامعين ولا يمتلكون سوى مهارات إشارية أساسية. توجد خمس مدارس أو برامج خاصة على الأقل للأطفال الصم: المدرسة المسيحية للصم "إشعياء 29:18" في ماناغوا، "الملجأ" في خينوتيغا، "مدرسة السكن الداخلي" في سيوداد داريو، "مدرسة آن كوين للصم" في ليون، و"لوس بيبيتوس" في سان خوان ديل سور.
حتى وقت قريب، كان التعليم المخصص للصم متاحًا فقط حتى الصف السادس الابتدائي. كان العديد من الأطفال الصم يكررون الصفوف الدراسية حتى يبلغوا سن 16 عامًا، وهو السن الذي يتخرجون فيه من المرحلة الابتدائية. يوجد حاليًا برنامجان للتعليم الثانوي في ماناغوا، وبرنامج واحد في استيلي، وآخر في سيوداد داريو. عادةً ما يكمل الطلاب الصم وضعاف السمع المرحلة الثانوية من خلال حضور الدروس طوال أيام السبت على مدى عدة سنوات. وتُدرّس هذه الصفوف باللغة الإسبانية المنطوقة مع توفير الترجمة بلغة الإشارة.
يوجد حوالي 3,051 طالبًا أصم تتراوح أعمارهم بين 5 و14 عامًا يعيشون في ماناغوا. ومع ذلك، لا يتجاوز عدد الطلاب الصم الملتحقين بالمدارس هناك 300 طالب فقط، أي ما يمثل نسبة حضور قدرها 3% في المناطق الحضرية. على الصعيد الوطني، يلتحق حوالي 1,040 طفلًا أصم بالمدارس في جميع أنحاء البلاد. ويُقدّر العدد الإجمالي للأطفال الصم في نيكاراغوا الذين تتراوح أعمارهم بين 5 و14 عامًا بحوالي 18,875 طفلًا، مما يعني أن نسبة التحاق الأطفال الصم بالمدارس لا تتجاوز 5%.

## التعليم العالي
يوجد حوالي 25 طالبًا أصم في نيكاراغوا إما يدرسون حاليًا في الجامعة أو أكملوا دراستهم الجامعية. شهد عدد الطلاب الصم في الجامعات تزايدًا مع مرور الوقت، خصوصًا في مدينتي ماناغوا واستيلي. ومع ذلك، لا تزال هذه الأعداد تمثل نسبة ضئيلة من إجمالي عدد الصم، خاصة وأن نسبة التحاق السامعين بالجامعات لا تتعدى 3%. يواجه الطلاب الصم صعوبات كبيرة في الحصول على خدمات الترجمة بلغة الإشارة، مما يدفع العديد منهم إلى الالتحاق بنفس التخصصات لتقليل تكلفة توظيف المترجمين، وهي تكلفة يتحملها الطلاب وعائلاتهم.
يواجه الطلاب الصم وضعاف السمع الراغبون في الحصول على شهادات تدريس عوائق كبيرة للوصول إلى التعليم العالي اللازم للحصول على شهاداتهم. من أسباب نقص المترجمين قلة برامج تدريب المترجمين، وسعة هذه البرامج المحدودة. كما أن هناك نقصًا في المواد التدريبية الضرورية، مثل النصوص المسجلة بالفيديو لتدريب المترجمين، والتي يجب إنتاجها محليًا لتغطية مجموعة متنوعة من المواضيع الأكاديمية. عمومًا، زيادة عدد المترجمين ستؤثر بشكل مباشر على نجاح الطلاب الصم وضعاف السمع في مجال القراءة والكتابة. كما أن المعلمين الصم غالبًا ما يكونون أكثر طلاقة في لغة الإشارة، مما يمكنهم من تعليم الطلاب الصم بفعالية أكبر وتحسين مستواهم التعليمي.

## التوظيف
تعاني نيكاراغوا من ارتفاع معدل العمالة الناقصة بين السكان عمومًا. ويواجه الصم وضعاف السمع صعوبات كبيرة في العثور على وظائف حتى وإن أكملوا تعليمهم الابتدائي أو الثانوي، وهو شرط أساسي للحصول على عمل. تتوفر الوظائف المهارية فقط للصم وضعاف السمع الذين تقل أعمارهم عن حوالي 45 عامًا، نظرًا لأن إتاحة التعليم لهذه الفئة تطورت مؤخرًا نسبيًا. غالبية الأشخاص الصم عاطلون عن العمل أو يعملون في بيع السلع أو الطعام في الشوارع أو في الأعمال المنزلية.

## الرعاية الصحية
وفقًا للتقرير الدوري الثالث لنيكاراغوا إلى لجنة حقوق الأشخاص ذوي الإعاقة، توجد ثمانية مراكز سمعيات في ثماني مدن مختلفة في نيكاراغوا. وقد تم إجراء أكثر من 9,000 اختبار سمعي وتمباني في هذه المراكز، وتم توزيع أكثر من 5,000 جهاز سمعي على الأشخاص الصم وضعاف السمع. كما يوجد 22 أخصائي أنف وأذن وحنجرة يعملون في 14 نظامًا صحيًا محليًا، ويتلقى الكادر الطبي تدريبات على العناية بالأذن والسمع بشكل صحيح.
بدأت اختبارات فحص السمع لحديثي الولادة بالظهور حديثًا للكشف المبكر عن مشاكل السمع وتوفير الرعاية المناسبة. وعادةً ما يتم تقديم خدمات زراعة القوقعة السمعية من قبل فرق طبية دولية. على الصعيد الوطني، تم تطوير وحدات تدريبية من قبل منظمة الصحة العالمية لتقديم تدريبات أساسية ومتوسطة ومتقدمة في العناية الأولية بالأذن والسمع.
فيما يخص موضوع فيروس نقص المناعة البشرية (الإيدز)، تمت طباعة ملصقات بلغة الإشارة تتعلق بالوقاية من المرض، وأُقيمت منتديات وجلسات تدريبية ركزت على التوعية بالوقاية من الإيدز للأشخاص ذوي الإعاقة، بما في ذلك الصم وضعاف السمع.

## حفظ اللغة وإحياؤها
تحظى لغة الإشارة النيكاراغوية بتصنيف يتراوح بين 5 و6a على مقياس الاضطراب الوراثي الموسع للأجيال [الإنجليزية]، مما يعني أنها لغة مستقرة. ومع ذلك، لا يتجاوز عدد متحدثيها 10,000 شخص.
تشكل ندرة تعرض الأطفال الصم وضعاف السمع للغة الإشارة قبل دخول المدرسة تهديدًا رئيسيًا لبقاء اللغة. ويعود ذلك إلى أن الصمم لا يُورث عادةً عبر العائلات، لذلك فإن معظم الأطفال الصم لديهم آباء سامعون. وبما أن الغالبية العظمى من الأطفال الصم لا يرتادون المدارس، فإنهم لا يحصلون على فرصة تعلم لغة الإشارة النيكاراغوية.